# Zdeněk Vorlíček
Zdeněk Vorlíček (* 28. března 1941 Praha) je český politik, v 90. letech 20. století poslanec České národní rady a Poslanecké sněmovny za KSČM, později za Levý blok, pak člen ČSSD a na přelomu století náměstek ministra průmyslu a obchodu.

## Biografie
V roce 1959 absolvoval SPŠS v Praze-Smíchově a v roce 1964 Fakultu strojní ČVUT, obor výrobní stroje a zařízení. Do roku 1989 pracoval jako konstruktér a vysokoškolský učitel. Byl vedoucím katedry.
Po roce 1989 se stal zastupitelem hlavního města Prahy. Nadále byl vysokoškolským učitelem. Ve volbách v roce 1992 byl zvolen do České národní rady za koalici Levý blok, kterou tvořila KSČM a menší levicové skupiny (volební obvod Praha).
Od vzniku samostatné České republiky v lednu 1993 byla ČNR transformována na Poslaneckou sněmovnu Parlamentu České republiky. Během volebního období 1992-1996 přešel do strany Levý blok (skupina reformní levice, která po rozpadu koalice Levý blok přijala název této střechové platformy a v parlamentu působila nezávisle na KSČM). V březnu 1994 byl kvůli tomu vyloučen z Ústředního výboru KSČM. Zasedal v hospodářském výboru sněmovny, v letech 1995-1996 navíc ve výboru organizačním. V sněmovních volbách roku 1996 kandidoval za Levý blok, ale strana neuspěla. Následně v červnu 1996 rezignoval na členství v politické radě a republikovém výboru Levého bloku.
Ve volebním období 1990-1994 byl zastupitelem Hlavního města Prahy. Stejně jako v celostátní politice zasedal zpočátku mezi poslanci KSČS. V komunálních volbách roku 1994 jíž kandidoval (neúspěšně) za Levý blok. V komunálních volbách roku 1998 kandidoval do pražského zastupitelstva znovu, nyní za ČSSD, ale opětovně nebyl zvolen. Ve stejné době kandidoval neúspěšně i do zastupitelstva městské části Praha 17.
Koncem 90. let 20. století působil v republikové radě Sdružení na ochranu nájemníků a angažoval se v debatách okolo deregulace nájmů. V roce 1997 přestoupil do ČSSD a uvádí se jako předseda bytové komise pražských sociálních demokratů. Působil jako asistent poslance ČSSD Miroslava Grégra. Poté, co se Grégr stal roku 1998 ministrem, jmenoval Vorlíčka svým náměstkem. Roku 2000 se stal navíc předsedou dozorčí rady podniku hutní a strojírenská a.s. Vítkovice. Téhož roku usedl i do dozorčí rady podniku ČEZ. Post náměstka ministra průmyslu a obchodu zastával do roku 2004. Později působil jako výkonný místopředseda Rady ČR pro jakost na tomto ministerstvu. V roce 2007 byl mezi obviněnými manažery ČEZu v kauze výhodných opčních programů na akcie tohoto podniku, díky nimž se vybraní lidé mohli vydělat desítky milionů korun. V roce 2008 ale policie případ odložila.
Je rozvedený, má dvě děti Naďu a Hanu.